# Pritzker Literature Award for Lifetime Achievement in Military Writing
Der Pritzker Literature Award for Lifetime Achievement in Military Writing (ehemals Pritzker Military Library Literature Award for Lifetime Achievement in Military Writing und Pritzker Military Library Literature Award) ist ein seit 2007 jährlich vergebener Preis für amerikanische Militärgeschichte des Pritzker Military Museum & Library in Chicago. Namensgeber ist Colonel Jennifer N. Pritzker. Der Preis ist mit 100.000 US-Dollar dotiert und wird von der Tawani Foundation gesponsert.
Er wird sowohl für Sachbücher als auch für Belletristik verliehen oder eine Kombination aus beiden, die das öffentliche Verständnis militärgeschichtlicher Themen der USA befördert haben. Die Nationalität der Autoren und die Sprache, in der die Bücher veröffentlicht wurden, sind dabei nicht von Belang.

## Preisträger
- 2007 James M. McPherson, besonders für Battle cry of Freedom, seiner Geschichte des Amerikanischen Bürgerkriegs.
- 2008 Allan R. Millett, als Autor von Büchern über das US Marine Corps, amerikanische Interventionspolitik in Kuba 1906 bis 1909, den Zweiten Weltkrieg und den Koreakrieg
- 2009 Gerhard L. Weinberg, für seine Bücher über den Zweiten Weltkrieg
- 2010 Rick Atkinson, für seine Bücher über die Rolle der Amerikaner im Zweiten Weltkrieg in Europa und den Golfkrieg.
- 2011 Carlo D’Este, für Bücher über den Zweiten Weltkrieg in Europa, unter anderem Biographien von Patton, Eisenhower und Churchill und über die Landung in der Normandie und Sizilien
- 2012 Max Hastings, für Bücher über den Zweiten Weltkrieg
- 2013 Tim O’Brien, für Romane
- 2014 Antony Beevor, für sein Lebenswerk
- 2015 David Hackett Fischer
- 2016 Hew Strachan, für seine Bücher über den Ersten Weltkrieg
- 2017 Peter Paret, für sein Lebenswerk
- 2018 Dennis Showalter
- 2019 John H. Morrow junior
- 2020 David M. Glantz
- 2021 Margaret MacMillan
- 2023 Craig L. Symonds